# Мёрдок, Кит (регбист)
Кит Мёрдок (англ. Keith Murdoch; 9 сентября 1943 — 27 февраля 2018) — новозеландский регбист, выступавший на позиции пропа. Известен по играм за команды новозеландских регионов Отаго, Хокс-Бей и Окленд, а также за сборную Новой Зеландии. Один из наиболее противоречивых людей новозеландского регби, ставший скандально известным после дебоша вечером 2 декабря 1972 года, произошедшего в Кардиффе в здании отеля «Эйнджел». Решением тренерского штаба Мёрдок был исключён из сборной, однако не вернулся обратным рейсом в Окленд и сбежал в Австралию: в последующие годы он всячески скрывался от общественности, переезжая из города в город и меняя работу.
Мёрдок стал первым и единственным игроком сборной Новой Зеландии по регби, исключённым из команды во время соревнований. В последующие годы пресса обнаружила его всего четыре раза, однако всякий раз он отказывался вести откровенный разговор на тему причин своего бегства из сборной и переезда в Австралию. Вплоть до своей смерти в 2018 году Мёрдок не раскрывал тайну своего решения и не обсуждал ничего из своего прошлого даже с близкими друзьями. В новозеландском регбийном мире Мёрдок обрёл статус культового персонажа; также иногда его называют персонажем современного новозеландского фольклора.

## Игровая карьера

### Выступления за сборные
Родился 9 сентября 1943 года в Данидине. В 1964 году в возрасте 20 лет прошёл в регбийную команду региона Отаго, по итогам сезона вошёл в пятёрку лучших новичков по версии журнала «Rugby Almanack». В 1965 году приглашался на первый из шести учебно-тренировочных сборов сборной Новой Зеландии, однако в самой команде появлялся очень редко и не дебютировал в том году. В 1965 году выступал за команду региона Хокс-Бей, в 1966 году — за Окленд, в 1967 году вернулся в регион Отаго, а в 1968 году пропустил весь сезон. В 1969 году он снова выступил за команду Отаго, проведя в том году выдающийся матч за сборную Южного острова и впечатлив тренера «Олл Блэкс» Айвэна Водановича, который включил его в заявку сборной Новой Зеландии на турне 1970 года по ЮАР. Дебют Мёрдока за «Олл Блэкс» состоялся 14 июня 1970 года в матче против команды Западной Австралии в Перте, а 12 сентября он сыграл тест-матч против ЮАР в Йоханнесбурге. Его выступление в южноафриканском турне ограничилось восемью матчами в связи с травмой, болезнью и необходимостью удаления аппендикса, однако он всё же сыграл в четвёртом тест-матче сборной за тот год.
В 1971 году Мёрдок сыграл 11 встреч за Отаго, привлекался к учебно-тренировочным сборам и выступал за сборную Южного острова. Из-за травмы он пропустил все четыре тест-матча новозеландской сборной и не провёл игру за Отаго против «Британских и ирландских львов». В 1972 году он снова травмировался, однако сыграл в турне «Олл Блэкс» по стране и провёл третий тест-матч против Австралии. Позже был отобран для турне по Великобритании. Из матчей с участием Мёрдока выделяется встреча против валлийского клуба «Скарлетс», которую новозеландцы сенсационно проиграли 3:9, и третий тестовый матч Мёрдока за сборную против Уэльса 2 декабря 1972 года, в котором он занёс свою единственную попытку за «Олл Блэкс» — при занесении попытки он подхватил мяч недалеко от зачётной зоны валлийцев после того, как его выпустил Джон Уильямс, и продавил валлийскую защиту, хотя валлийцы пытались опротестовать попытку и настаивали на том, что мяч не пересекал линию зачётной зоны. Этот матч стал для Мёрдока последним: всего он сыграл 86 матчей высшего уровня (в том числе 43 за Отаго и 27 за сборную Новой Зеландии).

### Турне 1972 года и дебош в Кардиффе
По ходу турне 1972 года СМИ нередко язвительно высказывались о составе «Олл Блэкс» как о банде, а Кита Мёрдока изображали в карикатурном виде в клетке для зверей (клетку якобы выгружали из самолёта). Сам Мёрдок неоднократно устраивал скандалы по ходу этого турне: в Лондоне на банкете он, обсуждая игру против Англии на «Туикенеме», выругался в адрес президента Регбийного союза Англии Уильяма Рэмзи и англичан в целом; в Белфасте он попытался выбросить пианино из окна второго этажа, а также устроил несколько драк с журналистами. По словам менеджера новозеландской сборной Эрни Тодда, Мёрдок слишком много пил во время застолий.
Апофеозом стали события в Кардиффе вечером 2 декабря 1972 года после игры с Уэльсом, в которой новозеландцы победили 19:16. «Олл Блэкс» устроили бурные празднования по этому поводу в отеле «Эйнджел» на Касл-стрит. Подвыпивший Мёрдок решил пробраться в закрывавшийся в те часы бар, рассчитывая достать побольше пива для празднования, однако охранник Питер Грант отказался пускать регбиста. В вспыхнувшем споре Мёрдок перешёл от обычных слов к угрозам и пустил в ход кулаки, избив Гранта и якобы поставив ему фингал под глазом. В разных источниках упоминалось одно и то же событие — драка с охранником, однако при этом присутствовали разные детали: одни утверждали, что пьяный Мёрдок не только подрался с охранником, но также разломал всю мебель в номере и даже пытался приставать к официантке; другие писали, что Мёрдок не нарочно ударил Гранта; третьи говорили, что Мёрдок избил бармена, пытавшегося его остановить.
Изначально в команде игроки выступали за то, чтобы объявить взыскание Мёрдоку за его поведение, но не отчислять из сборной и дать ему возможность сыграть в следующем матче турне против Шотландии, однако Эрни Тодд настоял на том, чтобы отчислить дебошира: на Тодда дополнительно оказывали давление чиновники из Регбийного союза Англии и пресса, возмущённые дебошем и требовавшие наказать виновника этих событий. В итоге, несмотря на возражения команды, за свои выходки Кит Мёрдок был исключён из сборной и обязался покинуть расположение команды в обмен на то, что против него не будут открывать дело в полиции. В истории новозеландского регби это стало первым случаем отчисления игрока из сборной. Согласно Марго Макрэй, ещё несколько игроков хотели покинуть расположение сборной в знак поддержки отстранённого от матчей Мёрдока, однако тот якобы попросил их не делать этого.

### Бегство в Австралию и исчезновение
Кит Мёрдок вылетал ближайшим рейсом в Окленд, где его ожидали репортёры, готовившие материалы о скандальной выходке игрока. Рейс Мёрдока должен был проходить с пересадкой в Сингапуре, однако там Мёрдок вышел из аэропорта и не поднялся на борт, летящий в Окленд, а улетел в Перт, откуда затем уехал в столицу Северной территории город Дарвин — при этом он сбрил усы, а в страну въехал под другим именем. Затем Мёрдок направился в Аутбэк и бесследно исчез — от него не получали вестей ни родители, ни сестра Барбара. Поклонники в Новой Зеландии были ошарашены этим поступком: были предприняты несколько попыток связаться с Китом, чтобы попытаться вернуть в команду, однако все они потерпели неудачу. Терри Маклин, один из известных писателей в мире регби, назвал этот случай «шекспировской трагедией», а радиоведущий Иан Робертсон говорил, что «люди не прекращали обсуждать Мёрдока на протяжении 39 лет».

## После бегства

Кит Мёрдок в 2001 году

История бегства Кита Мёрдока обросла множеством мифов и легенд, став неотъемлемой частью новозеландского фольклора. За последующие 46 лет Мёрдока обнаружили всего четыре раза. Первым его нашёл в 1974 году спортивный журналист Терри Маклин около Перта, где Мёрдок работал в нефтедобывающей компании, однако регбист потребовал от журналиста «убираться обратно в автобус», размахивая гаечным ключом. В 1980 году трудившийся на новозеландской ферме в Отаго Мёрдок спас трёхлетнего мальчика, который чуть не утонул в бассейне, но затем скрылся от журналистов и уехал в Тасманию (в Новой Зеландии он прожил около года). Журналисты газеты «Timaru Herald» обыскали ферму, однако найти следы Мёрдока так и не смогли. Спустя много времени выяснилось, что Мёрдок несколько раз приезжал инкогнито в Новую Зеландию, а его друзья, к которым он наведывался, всячески помогали скрыть от общественности сам факт его приезда в страну. Среди тех, с кем Мёрдок поддерживал общение, были такие игроки новозеландской сборной, как Лин Коллинг, Грэм Торн и Данкан Робертсон. По словам Брюса Мёрдока, брата Кита, в 1970-е годы тот как минимум один раз побывал в Новой Зеландии и около года прожил в родительском доме: со слов Робертсона, Кит однажды приезжал домой, чтобы увидеться с матерью. Торн рассказывал, что Мёрдок ездил на острова Чатем, где занимался ловлей раков. Ещё один игрок новозеландской сборной, Грэм Уайтинг, утверждал, что однажды помог Мёрдоку устроиться на работу в сельской местности в Роторуа в 1970-х годах. Мёрдок не объявлялся и никогда не приезжал на встречи новозеландских регбистов, хотя на них всегда стоял пустой стул на случай неожиданного приезда Мёрдока. Отдавая ему дань уважения, игроки ежегодно собирались в кардиффском отеле «Эйнджел» на неформальную встречу «Мемориал Мёрдока» (англ. The Murdoch Memorial).
В 1990 году журналистка Марго Макрэй, работавшая в австралийской телекомпании ABC и готовившаяся снимать документальный фильм об «Олл Блэкс», обнаружила Кита в Талли (Квинсленд), где тот работал в шахтёрской компании. Кит встретился с Марго в пабе и даже заказал кружку пива для неё: в личной беседе он сказал ей, что его устраивал такой «кочевой» образ жизни и он всегда к этому стремился, не желая быть в центре внимания, но желая заводить друзей в любом местечке. Давать интервью на камеру он отказался наотрез: когда на следующий день Макрэй захотела снять телесюжет о Мёрдоке, он немедленно сбежал при появлении журналистов. Макрэй писала, что Мёрдок был «обычным человеком», попавшим в «необычное положение», и не хотел возвращаться домой, чтобы не давать повод журналистам для злорадства. По её мнению, у него была какая-то психологическая травма или чувство унижения, которое не оставляло его все эти годы. Своё решение о попытке снятии сюжета для телевидения она назвала ошибкой. По мотивам событий 1990 года Макрэй написала пьесу «В поисках Мёрдока».
В последний раз Мёрдок появился на публике в 2001 году в Северной территории, когда рассматривалось дело об исчезновении 20-летнего австралийского аборигена Кристофера Куманджая Лимерика (англ. Christopher Kumanjai Limerick) из Теннант-Крика: регбист вынужден был давать показания в полиции. Именно тогда и была сделана одна из редких фотографий Мёрдока, который к тому моменту отпустил бороду. Согласно показаниям, данным Китом Мёрдоком, ночью 6 октября 2000 года Лимерик попытался вломиться в его дом, однако Мёрдок прогнал прочь австралийца. Спустя три недели в заброшенной шахте, находившейся в 15 км от Теннант-Крика, обнаружили труп Лимерика: полиция предположила, что австралийца насильно вывезли из города, избили и бросили в шахту умирать без пищи и воды. На допросе в полиции по поводу исчезновения Мёрдок произнёс двусмысленную фразу: «Не думаю, что он вернётся» (англ. I don't think he'll come back): хотя обвинений новозеландцу не предъявляли, уже после допроса было найдено тело Лимерика со следами насильственной смерти. Коронер полиции Северной территории Грег Кавана после обнаружения останков потребовал возобновить расследование, подозревая Мёрдока в попытке сокрытия преступления. Однако повторное расследование ни к чему не привело, и дело было закрыто. Сам Мёрдок публично игнорировал все вопросы от журналистов, затыкая пальцами уши.
Последние годы Мёрдок проживал в австралийском городе Карнарвон на западе страны, посещая нередко бар гостиницы «Гаскойн», но не рассказывая о своём прошлом абсолютно никому. Было установлено, что в 2009 году Мёрдок работал водителем бульдозера в компании «Tremor Earthworks»: по словам своего начальника Дрю Ванделёра (англ. Drew Vandeleur), Кит был надёжным и добросовестным работником, однако всегда предпочитал трудиться только в одиночку, отказываясь с кем-либо работать в паре. Вандерлёр не выносил подобных выходок Мёрдока, но предполагал, что Кит просто «не сильно любил людей». Одним из редких друзей Мёрдока стал электрик Дин Перри (англ. Dean Parry) из Карнарвона, с которым оба смотрели часто регби и обсуждали события в мире. Мёрдок не рассказывал даже ему о своём прошлом: один раз он во время просмотра регбийного матча заявил, что сам когда-то играл в регби; в другом случае упомянул потасовку с неким молодым человеком в Карнарвоне, которого «не побил, но плакать заставил». По словам Перри, Кит был с ним довольно открытым, а его речь не выдавала в нём новозеландское происхождение. По словам руководителя дилерского центра Toyota в Карнарвоне, новозеландца Грэма «Киви» Джексона, он также несколько раз видел Мёрдока, однако не мог узнать в нём знаменитого регбиста.

## Смерть
Мёрдок скончался 27 февраля 2018 года в больнице австралийского города Карнарвон: свои последние дни он провёл в доме престарелых недалеко от гостиницы «Гаскойн». Общественность так и не узнала от Мёрдока ни его версию событий, случившихся вечером 2 декабря в отеле «Эйнджел», ни причину последующего переезда в Австралию. Похороны состоялись в начале марта 2018 года на городском кладбище Гаскойн (англ. Gascoyne): на них присутствовали два сотрудника компании Silver Chain, делегация из Новой Зеландии во главе с сестрой Кита Барбарой и несколько местных жителей, знавших Кита (в том числе Дин Перри, Грэм Джексон и Дрю Вандерлёр). В разговоре с Барбарой Дин Перри, с его слов, впервые узнал, чем занимался Кит до своего приезда в Австралию. На могиле был установлен крест, на который Барбара повесила символическую кепку с логотипом «Олл Блэкс», которую получал каждый регбист, сыгравший за сборную Новой Зеландии.

## Стиль игры
Мёрдок имел внушительные антропометрические данные: рост 183 см и вес 110 кг. Вследствие этого его сравнивали по габаритам с холодильником, а для пошива регбийной формы портным требовалось куда больше ткани (особенно на рукава). Благодаря своей большой физической силе Мёрдок был очень эффективным в схватках, а также мог легко бежать в свободном пространстве. Вместе с тем он имел сложный характер, что выливалось в постоянные скандалы и драки. По воспоминаниям регбиста Грэма Торна, Мёрдок говорил, что у его сестры были мозги, а у него самого — мускулы; сам же Мёрдок хоть и был прилежным игроком, но считался Торном недостаточно ловким для силовой игры, проигрывая в этом плане таким игрокам, как Кен Грэй. Журналист Би-би-си и регбийный комментатор Иан Робертсон называл его «великолепным столбом».
О физической силе Мёрдока и его неуклюжести распространялись слухи и небылицы: так, одна из историй гласила, что когда ему понадобилось оттащить забуксовавшую машину в гараж, он решил не привязывать её к другому автомобилю, а сам взял канат, привязал его к машине и потащил её таким образом в гараж. В другой истории утверждалось, что однажды Кит заснул под брезентом на пришвартованном рыболовном траулере и во сне свалился в воду, из-за чего пропустил игру против «Британских и ирландских львов». Болельщикам также запомнились усы Мёрдока в качестве особенности его внешнего вида.

## Память
В 2007 году в Веллингтоне была поставлена пьеса Марго Макрэй «В поисках Мёрдока» (англ. Finding Murdoch), которую она написала по мотивам своей встречи со спортсменом. В пьесе Макрэй обличала средства массовой информации, которые создавали негативный образ о Мёрдоке: комментируя постановку пьесы, Макрэй отметила, что Мёрдок никогда не просил сочувствия и не стремился к прославлению в СМИ, а его поведение противопоставлялось участникам реалити-шоу, которые приходили на телевидение за славой, а затем выставлялись дураками. Спектакль был поставлен в ряде театров (Q Theatre, Downstage Theatre и других): в 2011 году пьесу поставила ведущая ирландская компания Landmark Productions. В 2018 году пьеса Марго Макрей была показана в лондонском театре «Глобус». Директор театра Эндрю Маккензи (англ. Andrew McKenzie) отметил, что пьеса — «это возможность отдать дань памяти Мёрдоку, задуматься и переоценить наше понимание сложного и несправедливо оклеветанного человека».
Семье Мёрдока также посмертно передали символическую кепку, символизирующую участие Мёрдока в матчах сборной. Уже после смерти Мёрдока многие регбисты и регбийные чиновники признались в том, что допустили неисправимую ошибку, не выступив против отчисления Мёрдока из сборной: среди признавших такой поступок ошибочным были как регбисты сборной во главе с капитаном команды 1972 года Яном Киркпатриком, так и менеджер сборной 1972 года Эрни Тодд. Сестра Мёрдока передала прессе слова Киркпатрика о его самом большом сожалении — о том, что в нужное время команда не поддержала Мёрдока и отменила тур; присутствовавший на похоронах Грэм Джексон и вовсе обвинил Регбийный союз Новой Зеландии в том, что тот отвернулся от Мёрдока в момент, когда игроку требовалась психологическая помощь.